# Futbol Club Barcelona 1983-1984

## Rosa
| N. |                   | Ruolo | Calciatore          |
| -- | ----------------- | ----- | ------------------- |
|    | Spagna (bandiera) | P     | Urruti              |
|    | Spagna (bandiera) | P     | Pedro María Artola  |
|    | Spagna (bandiera) | P     | Amador Lorenzo      |
|    | Spagna (bandiera) | D     | José Ramón Alexanko |
|    | Spagna (bandiera) | D     | Julio Alberto       |
|    | Spagna (bandiera) | D     | Migueli             |
|    | Spagna (bandiera) | D     | Josep Moratalla     |
|    | Spagna (bandiera) | D     | Gerardo Miranda     |
|    | Spagna (bandiera) | D     | Manolo              |
|    | Spagna (bandiera) | D     | Antonio Olmo        |
|    | Spagna (bandiera) | C     | Víctor              |
|    | Spagna (bandiera) | C     | Tente Sánchez       |
|    | Spagna (bandiera) | C     | Perico Alonso       |

| N. |                           | Ruolo | Calciatore              |
| -- | ------------------------- | ----- | ----------------------- |
|    | Germania Ovest (bandiera) | C     | Bernd Schuster          |
|    | Spagna (bandiera)         | C     | Urbano Ortega           |
|    | Spagna (bandiera)         | A     | Francisco José Carrasco |
|    | Spagna (bandiera)         | A     | Marcos Alonso Peña      |
|    | Argentina (bandiera)      | A     | Diego Armando Maradona  |
|    | Spagna (bandiera)         | A     | Juan Carlos Pérez Rojo  |
|    | Spagna (bandiera)         | A     | Esteban Vigo            |
|    | Spagna (bandiera)         | A     | Quini                   |
|    | Spagna (bandiera)         | A     | Pichi Alonso            |
|    | Spagna (bandiera)         | A     | Paco Clos               |
|    | Spagna (bandiera)         | A     | Enrique Morán           |
|    | Argentina (bandiera)      | A     | Jorge Gabrich           |

### Staff tecnico
- Allenatore:  Cés tunar

## Maglie e sponsor
Lo sponsor tecnico per la stagione 1983-1984 è Meyba.
| Casa | Trasferta |  |